# Премия имени Эрнеста Хемингуэя
Премия имени Эрнеста Хемингуэя (англ. The Hemingway Canadian Literary Award) — международная литературная премия, учреждённая в Торонто издательством «Litsvet» и журналом «Новый Свет» в 2015 году. Вручение наград ежегодно происходит в Канаде.

## О премии
Посвящается выдающемуся американскому писателю, лауреату Нобелевской премии по литературе Эрнесту Хемингуэю, который начинал свой творческий путь в Канаде, работая корреспондентом газеты «Toronto Star».
Премия основана для поддержки русскоязычных авторов, в чьих произведениях отображено стремление к поиску новых художественных форм, расширению языковых и смысловых границ. Координаторы премии Алёна Жукова и Михаил Спивак. В состав жюри входят писатели, журналисты, издатели и координаторы премии.
Премия представлена следующими номинациями: Проза, Поэзия, Критика, Публицистика, Детское произведение, Редакторская номинация, Литературный перевод, Страны и Континенты. 
Количество номинаций из года в год может меняться в зависимости от выдвинутых на Премию работ.

## Порядок присуждения премии
Премия присуждается за произведения, написанные на русском языке, или за литературный перевод на русский язык, опубликованные в журнале «Новый Свет» либо изданные издательством «Litsvet». Члены жюри читают и оценивают все произведения из номинационного списка, который в течение календарного года составляется координаторами премии. Победитель каждой номинации определяется по сумме наивысших оценок.

## Лауреаты премии
2023 год: Анна Берсенева (крупная проза), Марат Баскин (малая проза), Александр Кабанов (поэзия), Карина Кокрэлл-Ферре (публицистика), Елена Катишонок (переводы), Георгий Урушадзе (издатель).
2022 год: Александр Велин (крупная проза), Татьяна Шереметева (малая проза), Вера Павлова (поэзия), Евгений Деменок (публицистика), Владислав Бусов (переводы).
2021 год: Саша Николаенко (крупная проза), Елена Сафронова (малая проза), Евгений Чигрин (поэзия), Евгений Голубовский (публицистика), Ляля Черткова (переводы), Игорь Цесарский (редактор), Зинаида Вилькорицкая (редактор).
2020 год:Каринэ Арутюнова (крупная проза), Лада Миллер (короткая проза), Валерий Скобло (поэзия), Борис Амчиславский (публицистика), Эдуард Амчиславский (публицистика).
2019 год: Александр Дергунов (крупная проза), Катя Капович (проза, рассказы), Марина Гарбер (поэзия), Сергей Лазо (литературный перевод), Наталья Рубанова (публицистика), Олег Фёдоров (издательство «Друкарский двор»), Анна Шмалинская (юношеский дебют).
2018 год: Алекс Тарн (крупная проза — роман «Мир тесен для инопланетян»), Владимир Лидский (малая проза — рассказ «Ветка»), Лилия Скляр (поэзия — сборник стихов «Картонные города»), Александр Ратнер (публицистика — книга «Тайны жизни Ники Турбиной» («Я не хочу расти…»)), Андрей Грицман (редактор — за высокий профессиональный уровень журнала «Интерпоэзия»), Юрий Крылов (литературный перевод — за цикл переводов поэзии), Татьяна Жилинская (страны и континенты — за укрепление творческих связей между народами).
2017 год: Елена Крюкова (проза-роман — «Беллона»), Полина Жеребцова (проза-повесть — «Ослиная порода»), Марианна Гончарова (проза-рассказы — подборка рассказов), Саша Немировский (поэзия — сборник стихов «Точка обзора»), Виктор Есипов (публицистика — «Из архива Василия Аксёнова»), Марсель Салимов (юмор и сатира — сборник рассказов «Президентский кот»), Виталий Аронзон (детская поэзия — книга «Всюду брызги, как в фонтане»), Алексей Рябинин (детская проза — повесть «Яблоко раздора»), Ирина Терра (редактор — за высокий профессиональный уровень издания международного литературного журнала «Этажи»), Галымкаир Матанов (страны и континенты — за вклад в объединение культур разных народов), Рауль Чилачава (страны и континенты — за вклад в объединение культур разных народов), Александр Шик (перевод на русский язык поэзии Редьярда Киплинга), Татьяна Трунёва (дебют — книга «Ветер»).
2016 год: Валерий Бочков (проза — роман «Харон»), Дмитрий Бирман (проза — сборник рассказов «Странные люди»), Ирина Витковская (проза — повесть «Все о Мишель»), Александр Амчиславский (поэзия — сборник стихов «За тонким полотном»), Ирина Горюнова (литературный агент — за продвижение канадских авторов в России), Олег Корниенко (за вклад в развитие литературы для детей и юношества), Яна Амис (дебют журнала). Василий Слапчук, Роллан Сейсенбаев, Бенедикт Дирлих (страны и континенты — за творчество, объединяющее народы).
2015 год: Ульяна Колесова (проза — за книгу «Сезон чудес, сезон несоответствий»), Анатолий Аврутин (поэзия — за верность традициям русской классической поэзии в цикле стихов о России), Валерий Кириченко (критика — за очерк о творчестве Веры Полозковой), Ольга Грэйт (редактор — за просветительскую деятельность), Виталий Кузнецов (детское произведение — повесть «Рэк»), Михаил Махнёв (публицистика — за цикл очерков на социальные темы), Сергей Дзюба и Татьяна Дзюба (страны и континенты — за укрепление творческих связей между народами).